# کلیفتن (آریزونا)
کلیفتن (به انگلیسی: Clifton) شهری در شهرستان گرینلی ایالت آریزونا است که در سرشماری سال ۲۰۱۰ میلادی، ۳٬۳۱۱ نفر جمعیت داشته است. کلیفتن، به‌طور رسمی در تاریخ ۱۹۰۹ میلادی به‌عنوان یک شهر شناخته شد.

## نگارخانه

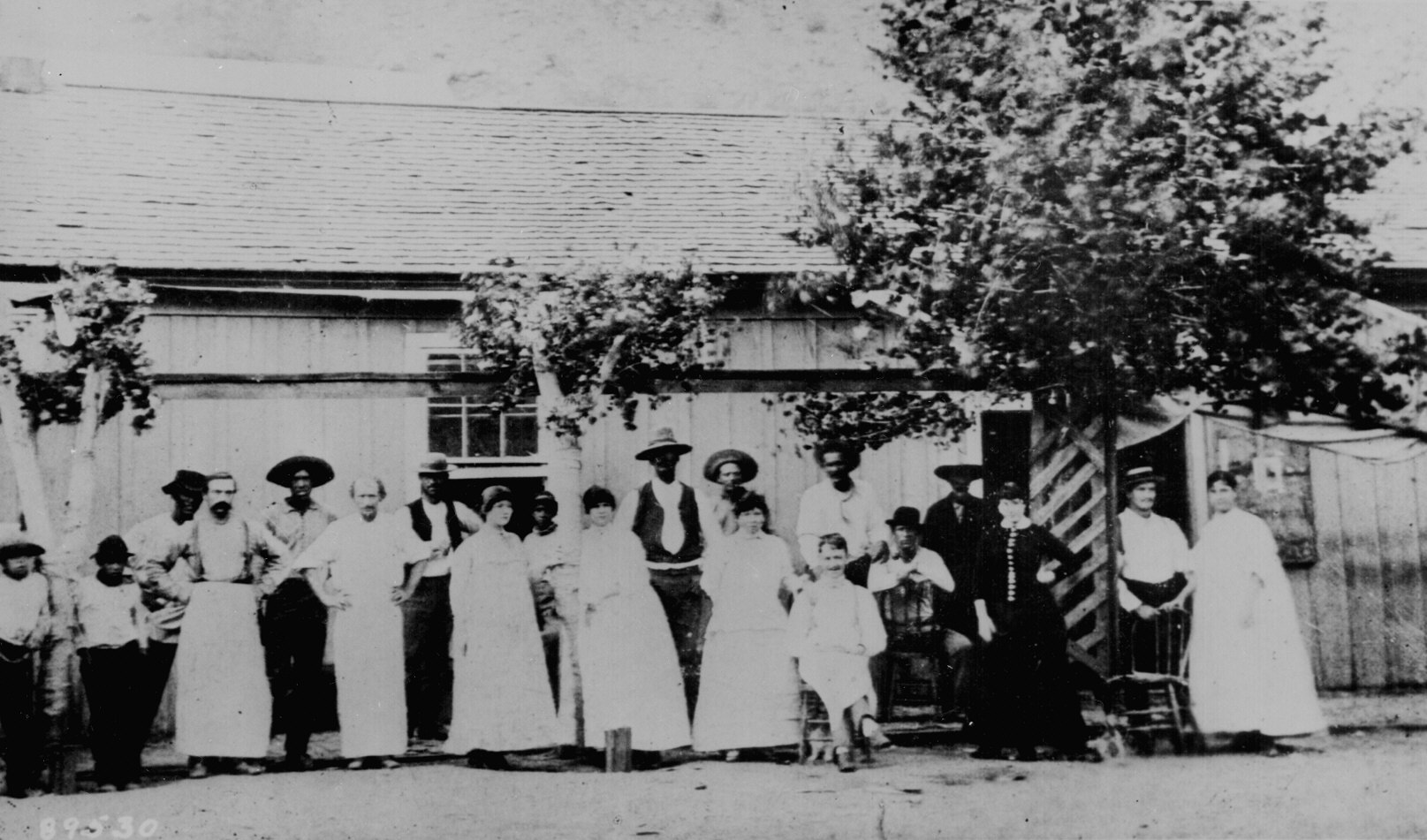
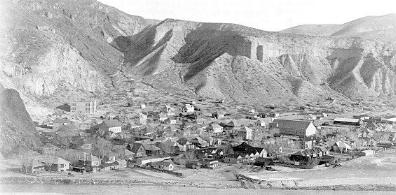
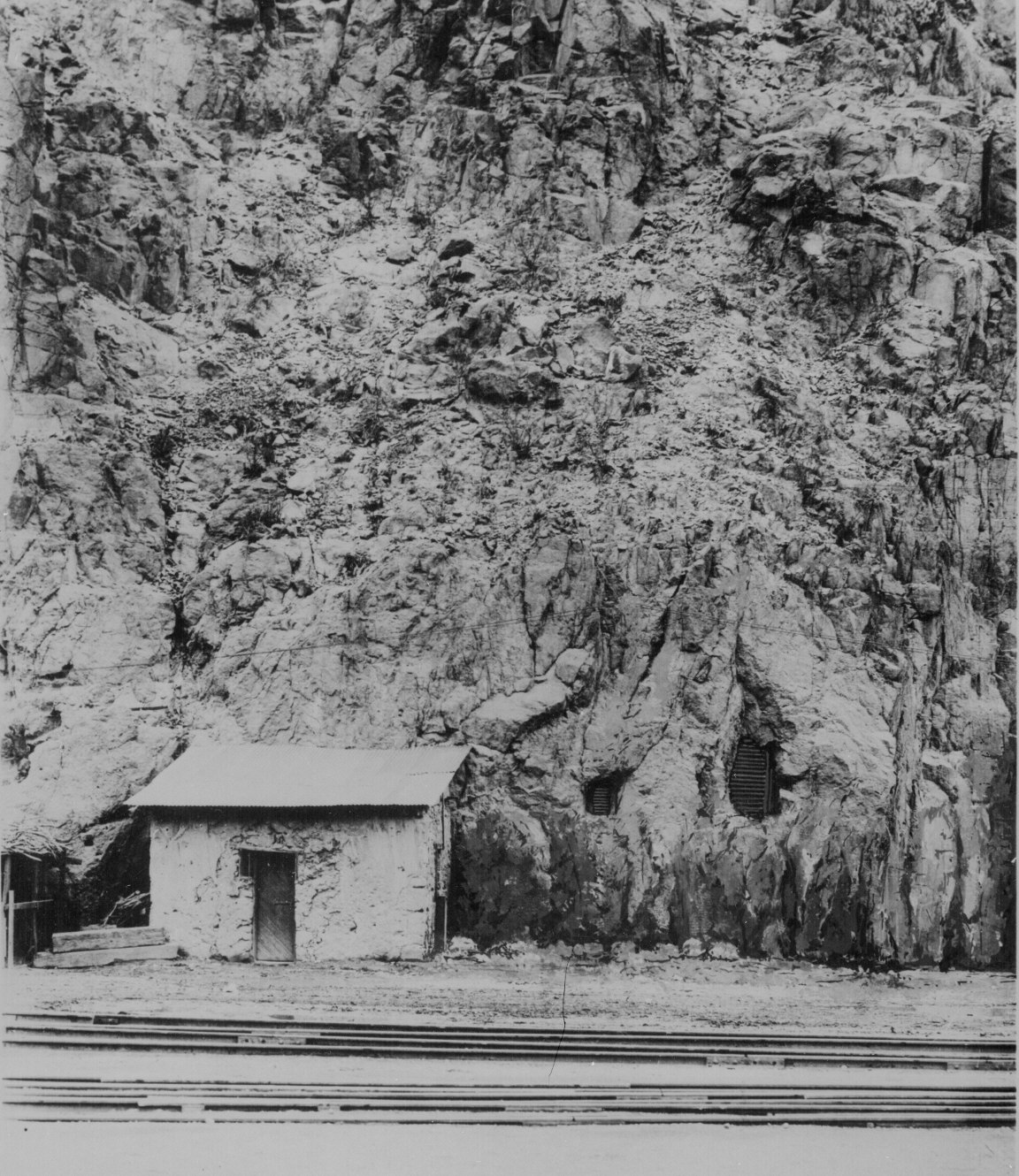
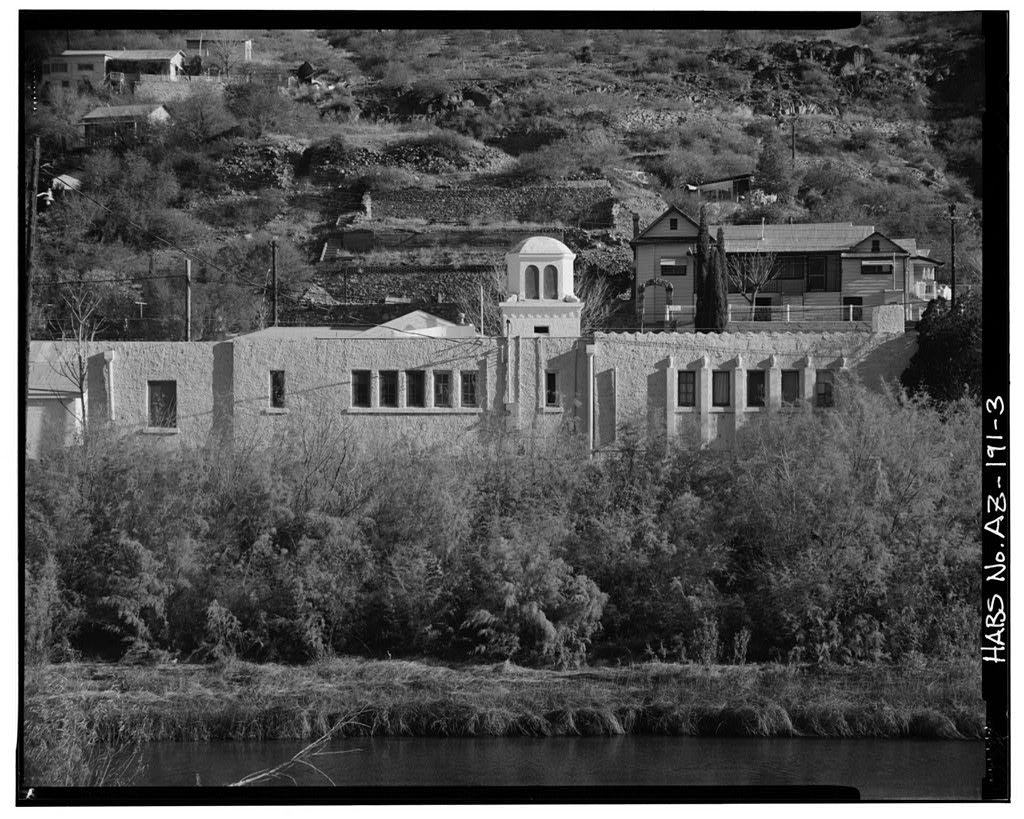
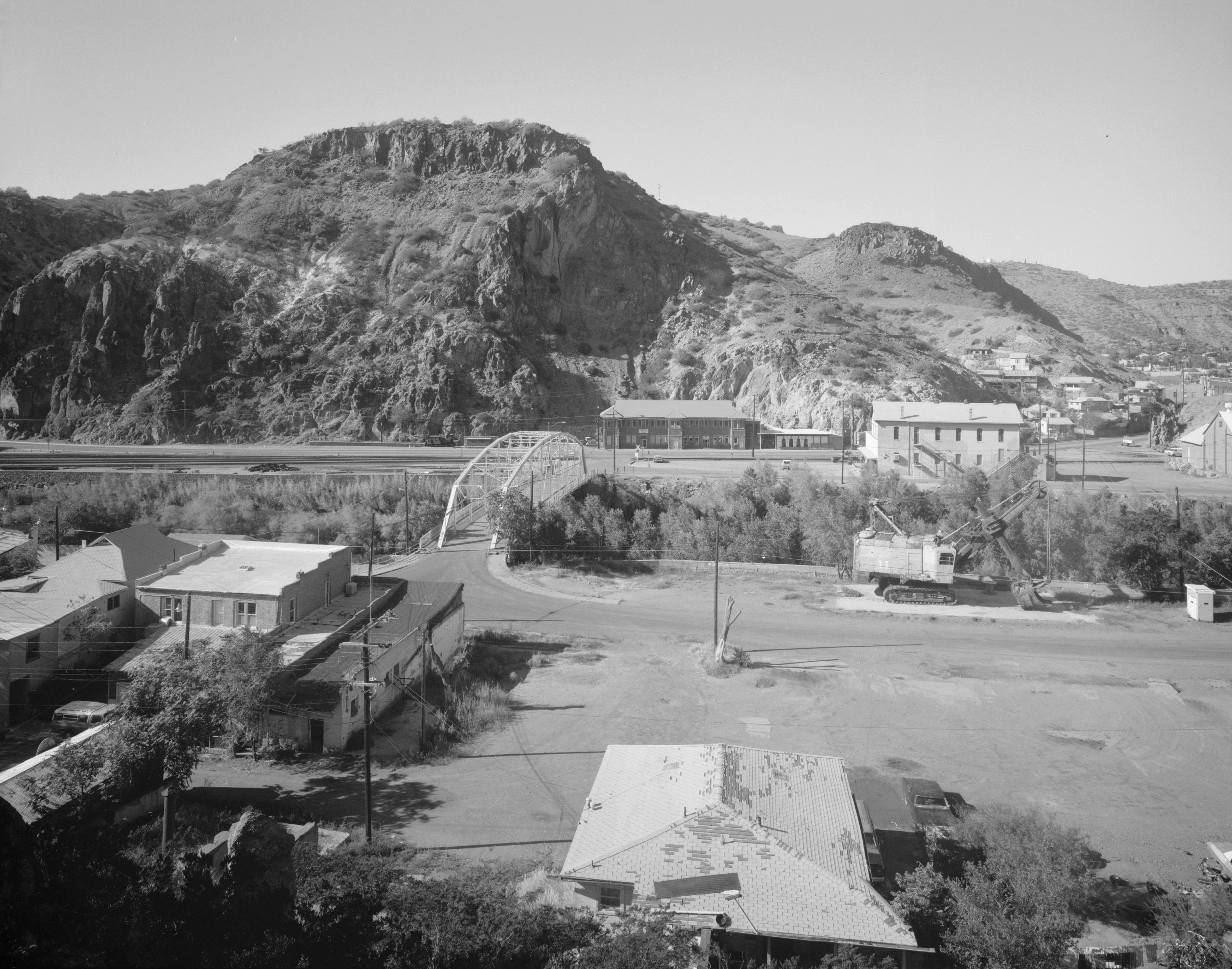